# Aimery Louis Roger de Rochechouart
Aimery Louis Roger de Rochechouart (* 15. November 1744 in Paris; † Juli 1791), Comte de Faudoas, war französischer General und Politiker.

## Leben
Aimery Louis Roger de Rochechouart war der Sohn des Generals François Charles de Rochechouart († 1784) und Marie-Françoise de Conflans d’Armentières († 1764). Sein Onkel war der spätere Marschall Louis de Conflans d’Armentières.
Er trat in den Militärdienst ein und wurde 1768 zum Colonel im Régiment de Navarre ernannt. 1784 wurde zum Maréchal de camp befördert. 1785 wurde zum Gouverneur und Lieutenant-général des Orléanais als Nachfolger seines verstorbenen Vaters ernannt. Im Jahr 1789 wurde Aimery Louis Roger de Rochechouart als Vertreter des Adels in die vom König einberufenen Generalstände gewählt.
Er starb im Juli 1791 im Alter von 46 Jahren.

## Ehe und Familie
Aimery Louis Roger de Rochechouart heiratete am 10. Oktober 1764 Madeleine Mélanie Henriette de Barberie de Courteille, Tochter von Jacques Dominique de Barberie de Courteille, Conseiller d’État und Intendant des Finances, und NN de Savalette de Magnanville. Ihre Kinder waren:
- Madeleine Mélanie Henriette Charlotte (* 4. Oktober 1765[1] in Paris; † 23. April 1790 ebenda); ⚭ 6. August 1781 in Paris Louis-Marie-Céleste d’Aumont, Duc de Piennes, Duc de Villequier, Marquis und 1799 Duc d’Aumont, 1815 Pair von Frankreich (* 7. September 1762; † 9. Juli 1831 in Roissy-Saint-Antoine), Sohn von Louis-Alexandre-Céleste d’Aumont und Félicité Louise Le Tellier
- Diane Adélaide (* 11. Oktober 1767; † Juni 1776) (Haus Aumont)
- Florence Constance (* 4. März 1771 in Paris; † 15. Dezember 1855 in Versailles); ⚭ (1) 14. September 1789 in Paris, geschieden, Paul Antoine Maximilien Casimir de Quelen, genannt le Prince de Carency († 1824 in Paris), Sohn von Paul François de Quelen de La Vauguyon und Marie Antoinette de Pons; ⚭ (2) 17. Februar 1813 in Paris Jean Louis René Cayeux, 1820 Vicomte de Cayeux († 30. Januar 1826), Sohn von Louis Cayeux und Rachel Samson
- Adélaide Rosalie (* 1768; † 8. Dezember 1830 auf Schloss Courteilles); ⚭ 4. Mai 1782 in Paris Armand Emmanuel Vignerot du Plessis, Duc de Richelieu, Pair von Frankreich, 1815/18 französischer Außenminister († 17. Mai 1822 in Paris)

1776 erwarb die Marquise de Courteille ein Grundstück in der Rue de Grenelle (heute Faubourg Saint-Germain), um für ihre Tochter Madeleine Mélanie, die Ehefrau Aimery Louis Roger de Rochechouarts, ein Hôtel particulier bauen zu lassen, das Hôtel de Rochechouart, heute der Sitz des Ministère de l’Éducation nationale. Das Gebäude wurde 1778 fertiggestellt.